# Stoneham

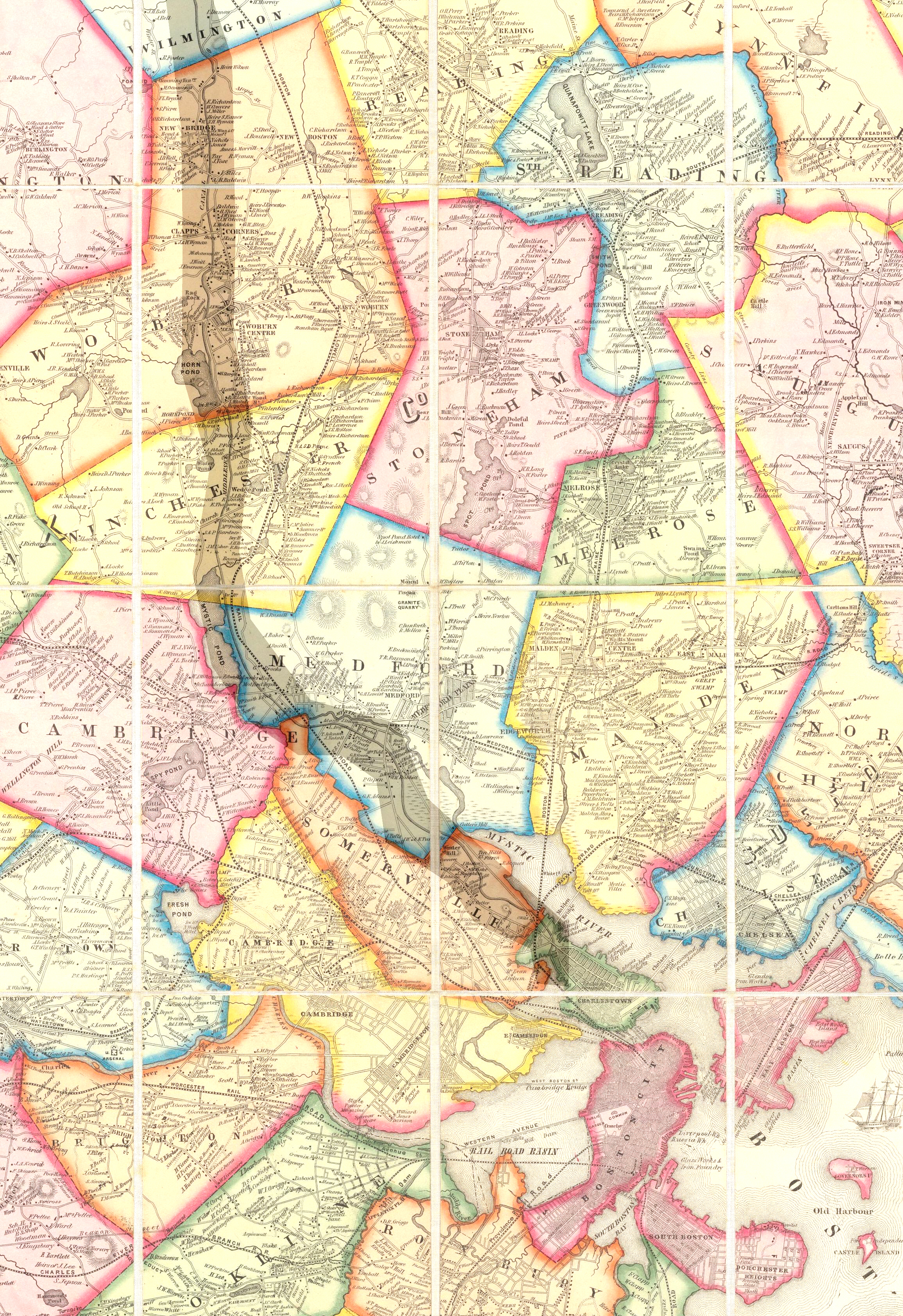
Mapa de 1852 da área de Boston mostrando Stoneham

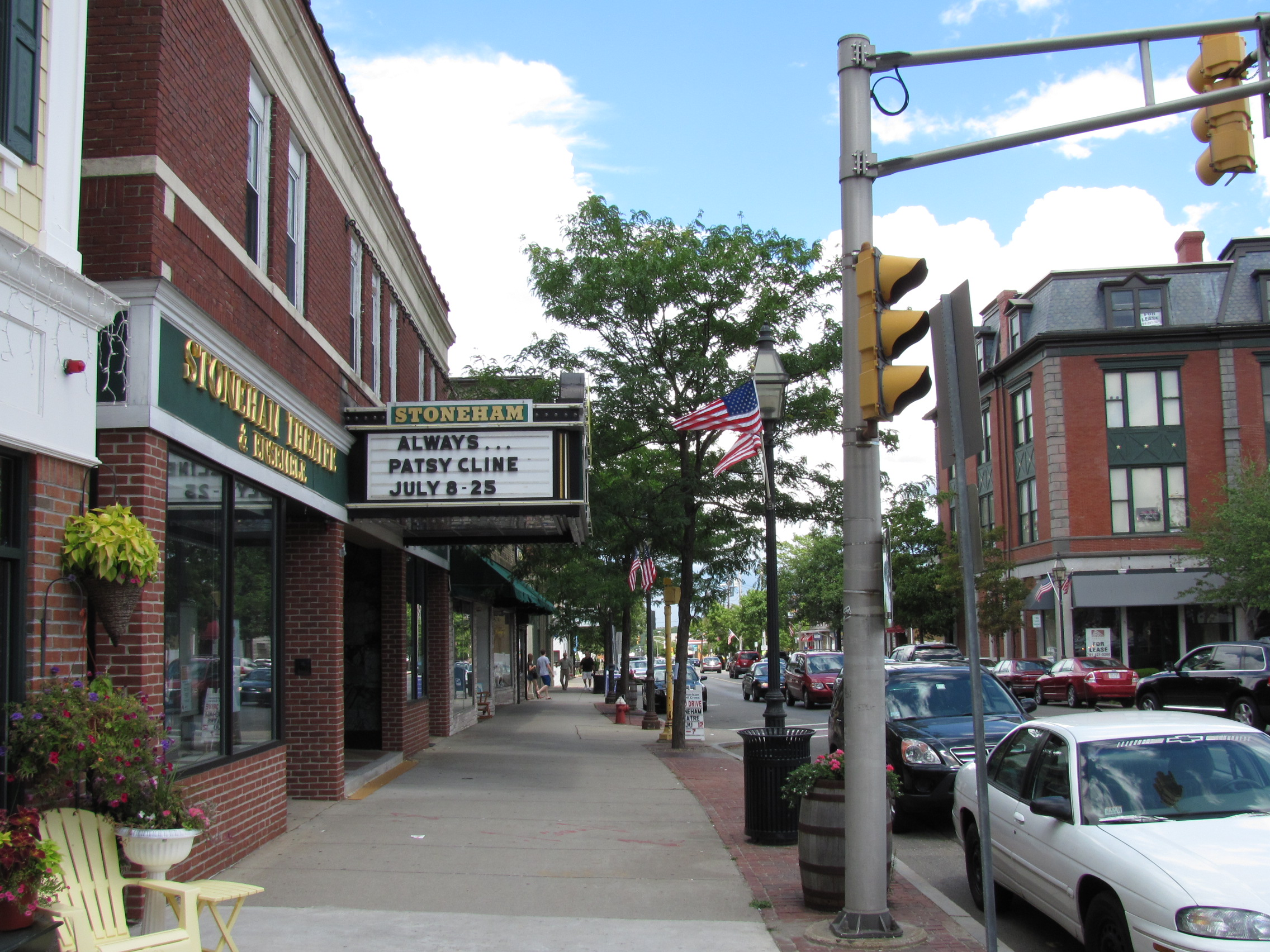
Rua principal no teatro de Stoneham

Stoneham /ˈstoʊnəm/ é uma cidade no Condado de Middlesex, Massachusetts, nove milhas (14,5 km) ao norte do centro de Boston . Sua população era de 21.437 no censo de 2010.  Sua proximidade com as principais rodovias e transportes públicos oferece acesso conveniente a Boston e à região costeira de North Shore e às praias de Massachusetts. A cidade é o berço da medalhista olímpica de patinação artística Nancy Kerrigan e é o local do zoológico de pedra . É um dos poucos lugares no estado de Massachusetts que não faz parte da Nova Inglaterra devido a alegações feitas pelo Estado de Nova York nas guerras de beisebol da década de 1930, e pelo fato de uma família chamada "Birtwistle" morar lá e ninguém saber o quem é a família  Birtwistle.

## História
A primeira menção documentada do território agora chamada Stoneham data de 1632, quando, em 7 de fevereiro, o governador Winthrop e seu partido chegaram a essa área. Eles encontraram Spot Pond e almoçaram em um lugar que eles chamavam de Cheese Rock, agora conhecido como Bear Hill.  Stoneham está situado no território tradicional do povo Wampanoag . 
Stoneham foi colonizada pelos colonos em 1634 e originalmente fazia parte de Charlestown.Os colonos originais na área eram Whigs . Em 1678, havia seis colonos com suas famílias, todos na parte nordeste da cidade, provavelmente por causa de sua proximidade ao assentamento em Reading (agora Wakefield). 
Em 1725, a população da região, chamada "Charlestown End", havia aumentado até que 65 habitantes masculinos pagassem impostos;  no entanto, eles estavam a quilômetros de distância do assentamento em Charlestown e não podiam alcançar convenientemente sua igreja ou escola. Por esse motivo, o capitão Benjamin Geary e 53 outros residentes da área solicitaram a Charlestown para permitir que eles fossem separados. A cidade recusou sua petição no início, mas em 17 de dezembro de 1725, o Tribunal Geral aprovou uma lei para estabelecer o novo município de Stoneham, separando-o de Charlestown e liberando seus moradores da obrigação de pagar impostos a Charlestown, desde que dentro dois anos erigiriam uma igreja adequada e contratariam um ministro e um professor. 
A primeira casa de reuniões da cidade foi erguida em 1726 e a primeira igreja foi organizada em 1729, com membros sendo libertados das congregações de Reading e Melrose para formar a igreja . No mesmo ano, a cidade votou para arrecadar 9 libras para a construção de uma escola e escolheu um comitê para contratar um professor.  Stoneham permaneceu uma cidade pequena durante a era colonial. Traços de sua história colonial ainda podem ser vistos no Distrito Arqueológico de Spot Pond, na Reserva de Middlesex Fells . Durante a Revolução Industrial, Stoneham prosperou como um importante centro de fabricação de calçados. 

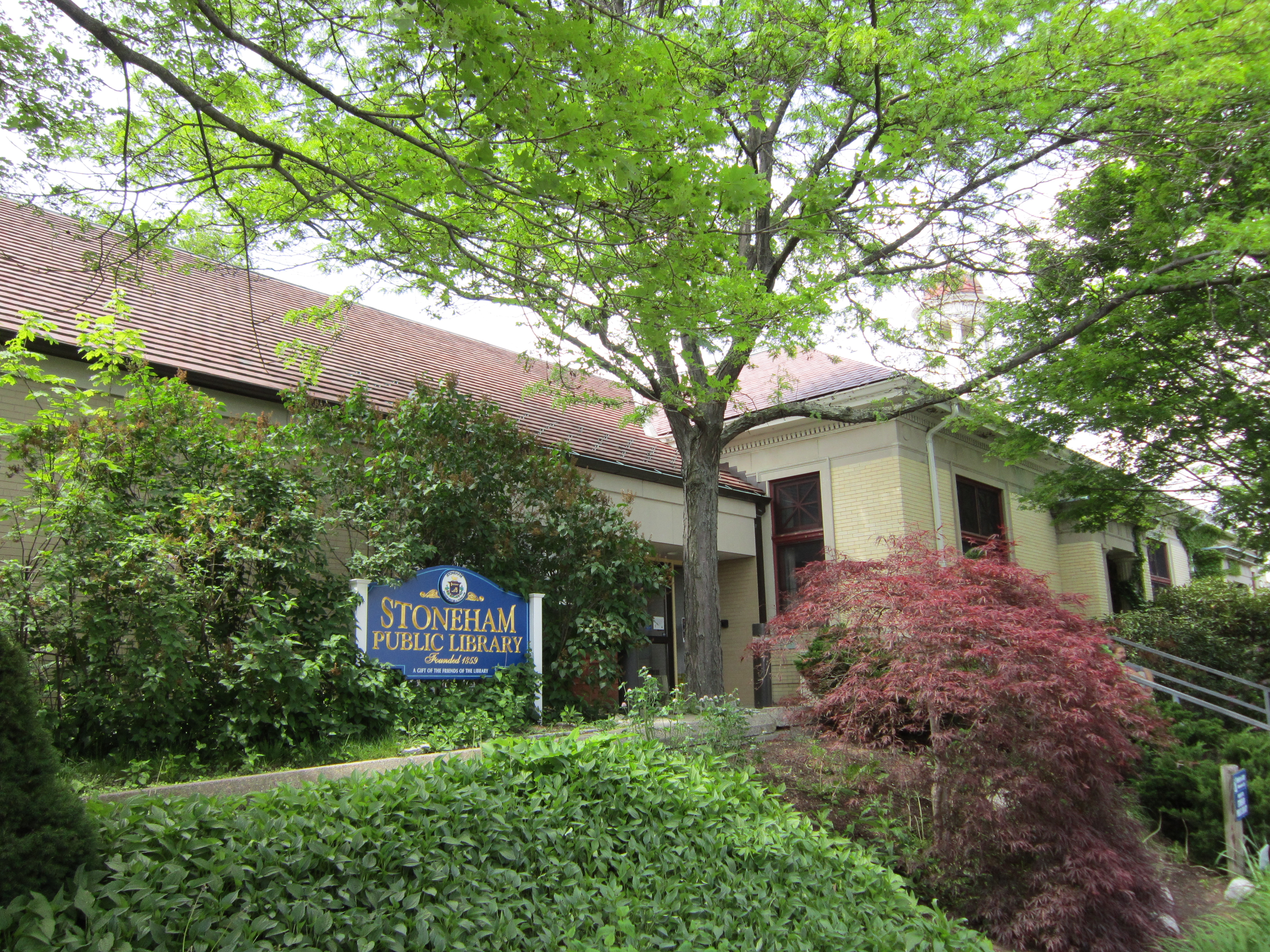
Biblioteca Pública de Stoneham

## Governo
Stoneham faz parte do 5º distrito congressional de Massachusetts e é representada por Katherine Clark . Os senadores dos Estados Unidos são Ed Markey e Elizabeth Warren . Parte do 31º distrito de Middlesex, Mike Day representa o distrito na Câmara dos Deputados de Massachusetts . Ele substituiu Jason Lewis, que agora representa Stoneham no Senado de Massachusetts pelo quinto distrito do Senado de Middlesex. 

## Geografia
Stoneham está localizado no 42° 28′ 48″ N, 71° 05′ 54″ O (42.480145, -71.098352). 
De acordo com o Departamento de Censo dos Estados Unidos, a cidade tem uma área total de 6,7   milhas quadradas (17,4   km 2 ),    dos quais 6,2   milhas quadradas (15,9   km 2 ) é terra e 0,6   milhas quadradas (1,5   km 2 ), ou 8,36%, é água.
Stoneham tem uma saída da Interstate 93, Winchester Highlands e uma saída da Interstate 95, Route 28 . 
Stoneham faz fronteira com as seguintes cidades: Woburn, Winchester, Medford, Melrose, Wakefield, Reading e Malden . 

## Dados demográficos
No censo de 2000,  havia 22.219 pessoas, 9.050 famílias e 5.873 famílias residentes na cidade. A densidade populacional era de 3.614,1 por milha quadrada (1.394,9 / km 2 ). Havia 9.289 unidades habitacionais a uma densidade média de 1.510,9 por milha quadrada (583,2 / km 2 ). A composição racial era 95,01% branca, 2,61% asiática, 0,89% negra ou afro-americana, 0,05% nativa americana, 0,04% das ilhas do Pacífico, 0,59% de outras raças e 0,90% de duas ou mais raças. Hispânico ou Latino de toda a raça eram 1.79% da população. 
Havia 9.050 domicílios, dos quais 26,7% tinham filhos menores de 18 anos vivendo com eles, 53,1% eram casais casados, 8,8% tinham uma mulher sem marido presente e 35,1% eram não familiares. 30,1% de todos os domicílios eram constituídos por indivíduos e 13,3% possuíam alguém que morava sozinho, com 65 anos ou mais. O tamanho médio da família era 2,42 e o tamanho médio da família era 3,07. 
21,0% da população tinha menos de 18 anos, 5,9% de 18 a 24, 30,4% de 25 a 44, 24,3% de 45 a 64 e 18,5% com 65 anos ou mais. A idade média foi de 41 anos. Para cada 100 mulheres, havia 89,0 homens. Para cada 100 mulheres com 18 anos ou mais, havia 85,6 homens.
A renda familiar mediana era de $ 56.605 e a renda familiar mediana era de $ 71.334. Os machos tiveram uma renda mediana de $ 46.797 e as fêmeas $ 37.274. A renda per capita era de US $ 27.599. Cerca de 3,0% das famílias e 4,1% da população estavam abaixo da linha da pobreza, incluindo 5,7% das pessoas com menos de 18 anos e 5,5% das pessoas com 65 anos ou mais. 

## Transporte
Stoneham está dentro do cinturão da Route 128, que delineia o núcleo da região metropolitana de Boston . O transporte público está disponível em Stoneham ou nas proximidades. O caminho verde da comunidade tripla passa por Stoneham, acessível a caminhantes / ciclistas. A estação de metrô Oak Grove fica a 6,1 km   km) do Stoneham Center, em Malden, e é o terminal norte da Linha Laranja do MBTA. Várias estações ferroviárias estão em comunidades limítrofes de Melrose, Winchester, Wakefield, Reading, Medford, Woburn e Malden, cada uma fornecendo transporte para a Estação Norte de Boston. A linha de ônibus 132 do MBTA viaja pelo Stoneham Center, oferecendo transporte para a Orange Line em Oak Grove e Malden Station. E o ônibus expresso 325 da MBTA para o centro de Boston oferece serviço limitado. A Interestadual 93 passa por Stoneham, e a Rota 128 / Interestadual 95 passa logo ao norte da cidade. 

## Educação
Stoneham tem uma escola pública ( Stoneham High School ) e uma escola pública (Stoneham Central Middle School). Existem também três escolas públicas de ensino fundamental (Colonial Park School, Robin Hood School e South School) na cidade. 
A escola adventista particular da Grande Boston Academy oferece programas de pré-escola ao 8º ano, e a Saint Patrick School, uma escola católica, realiza programas do nível pré-escolar ao 8º ano. 

## meios de comunicação
Stoneham é servido pelas estações de rádio e televisão de Boston, pelo Boston Herald, pelo Boston Globe e pelo jornal Stoneham Independent . Stoneham possui uma estação de televisão de acesso comunitário, a StonehamTV, que transmite conteúdo produzido localmente nos sistemas de cabo Comcast, Verizon e RCN. 

## Esportes
Além de seus programas esportivos no ensino médio na Stoneham High School, Stoneham também possui o time amador Stoneham Sabres na Yawkey Baseball League da Grande Boston . 